# Курос, Янис
Янис Курос (род. 13 февраля 1956, Триполис) — австралийский бегун греческого происхождения на сверхмарафонские дистанции.

## Биография
С 1990 года живёт в Мельбурне. Его иногда называют «Бог бега» или «Преемник Фидиппида». Ему принадлежали мужские мировые рекорды в беге по шоссе на дистанциях от 100 до 1000 миль и по стадиону от 12 часов до 6 суток. В 1991 году он снялся в роли Фидиппида в фильме «История марафона: Путешествие героя», в котором рассказывается история марафонского бега.
Курос вырос в бедной семье и в юности жил, в основном, на случайных заработках. Как говорит Курос, эти лишения и физические трудности были именно тем, что подготовило его к сверхмарафону. Его длительная беговая карьера началась в 1972 году. В 1977 году он пробежал свой первый марафон за 2 часа 43 минуты. В последующие годы улучшил до 2:25.
Курос стал известен, выиграв Спартатлон в 1983 году с рекордом соревнований, опередив более чем на три часа занявшего второе место, и Сидней — Мельбурн в 1985 году за рекордные 5 дней, 5 часов, 7 минут и 6 секунд. Он побил предыдущий рекорд, установленный Клиффом Янгом.
В 1984 году в Нью-Йорке Курос побил мировой рекорд Литтлвуда в 6-суточном беге почти 100-летней давности (1888), побив по ходу ещё 15 мировых рекордов.
В 1988, через несколько недель после очередной победы в Сидней-Мельбурн, он отправился в Нью-Йорк, чтобы выиграть первый чемпионат мира в беге на 1000 миль, установив по ходу несколько мировых рекордов.
После результата 1997 года 303,506 км в 24-часовом беге, он сказал, что больше не стартует на 24 часа, потому что этот рекорд на века. Курос говорит: «Когда другие люди устают, они останавливаются. Я НЕТ. Я одолеваю тело духом. Я говорю ему, что не устал, и оно слушается меня». Медицинское тестирование также показало, что успех Куроса во многом объясняется высоким КПД усвоения пищи во время бега.
Частично из-за жёсткого отношения управления спорта его страны, отчасти из-за теплого приёма во время его многочисленных визитов в Австралию, он переехал в Австралию в 1990 году, и в 1993 году получил австралийское гражданство.
Курос также поэт и автор песен. Он написал более 1000 стихотворений (некоторые из них он опубликовал в книге «Symblegmata» (кластеры)) и книгу «Шестидневный бег века».

### 2021
28/29 августа 2021 года на открытом чемпионате Польши в пригороде Лодзи Пабьянице литовец Александр Сорокин показал 309,399 км. Рекорд Куроса не дожил месяц до 24 лет.

## Результаты

### Соревнования
| Дата         | Соревнование | Дистанция | Место проведения      | Результат   | Место |
| ------------ | ------------ | --------- | --------------------- | ----------- | ----- |
| 15—17.3.1985 | ЧМ           | 48 часов  | Монтобан              | 452 км      | I     |
| 20—30.5.1988 | ЧМ           | 1000 миль | Нью-Йорк              | 10⋮10:30.36 | I     |
| 27.10.1990   | ЧМ           | 100 км    | Дулут                 | 6:43.34     | 4     |
| 10.9.1999    | ЧЕ           | 100 км    | Винсхотен             | 7:25.51     | 15    |
| 25—26.9.1999 | ЧЕ           | 24 часа   | Сан-Джованни-Лупатото | 262,324 км  | I     |
| 22—23.9.2001 | ЧМ           | 24 часа   | Сан-Джованни-Лупатото | 275,828 км  | I     |
| 2—3.3.2002   | ЧАзии        | 24 часа   | Тайбэй                | 284,070 км  | I     |
| 21—22.6.2002 | ЧМ           | 100 км    | Торхаут               | 7:18.19     | 21    |
| 8—9.9.2012   | ЧМ           | 24 часа   | Катовице              | 237,921 км  | 26    |
| 11—12.5.2013 | ЧМ           | 24 часа   | Стенберген            | 231,609 км  | 33    |

#### Сверхмарафон Сидней — Мельбурн
В 1985—1990 (кроме 1986, из-за травмы) Курос выиграл все Уэстфилдские сверхмарафоны. После побед Куроса с большим преимуществом, в 1989 году ввели гандикап. Все участники стартовали в 11:00, Курос — в 23:00, через 12 часов. Впервые он был второй, финишировав через полчаса после австралийца Штандевена. На следующий год гандикап был понижен до 8 часов. В 1991 из-за денежных разногласий (Курос потребовал от организаторов $80 000 за участие) он не участвовал в пробеге. Вместо этого он организовал собственный пробег по той же трассе, в те же сроки и с другим спонсором.
| Дата          | Дистанция | Результат     | Место |
| ------------- | --------- | ------------- | ----- |
| 12—27.4.1985  | 960 км    | 5⋮5:07.00     | I     |
| 26.3—5.4.1987 | 1060 км   | 5⋮14:47.00    | I     |
| 17—25.3.1988  | 1016 км   | 5⋮19:14.00    | I     |
| 18—26.5.1989  | 1011 км   | 5⋮02:27.00 WB | I     |
| 17—25.5.1990  | 1006 км   | 5⋮23:55.00    | I     |

#### 100 км Стелленбос
В феврале 1989 Курос бежал в 100 км пробеге в Стелленбосе. Верный себе, Курос запросил дополнительную оплату, и, не получив её, сошёл незадолго до финиша. Все 10 участников подверглись разным репрессиям со стороны национальных федераций. Дисквалификацию Куроса греческая федерация не утвердила.

#### Курос в Венгрии
По приглашению Эдит Берцеш Курос в 2002 участвовал в сверхмарафоне Бекешчаба-Арад (Венгрия) — 1 место. В 2007, участвуя во впервые проводимом Ультрабалатоне, занял второе место, проиграв менее двух минут Яношу Богару.

### Мировые рекорды
По состоянию на март 2012 года, согласно ИАЮ.
| Дистанция | Трасса  | Результат   | Место     | Дата          | Скорость    |
| --------- | ------- | ----------- | --------- | ------------- | ----------- |
| 100 миль  | Шоссе   | 11:46.37    | Нью-Йорк  | 7—8.11.1984   | 13,665 км/ч |
| 1000 км   | Стадион | 5⋮16:17.00  | Колак     | 26—2.12.1984  | 7,338 км/ч  |
| 1000 км   | Шоссе   | 5⋮20:13.40  | Нью-Йорк  | 20—26.5.1988  | 7,131 км/ч  |
| 1000 миль | Шоссе   | 10⋮10:30.36 | Нью-Йорк  | 20—30.5.1988  | 6,424 км/ч  |
| 12 ч      | Шоссе   | 162,543 км  | Нью-Йорк  | 2.7.1984      | 13,545 км/ч |
| 12 ч      | Стадион | 162,400 км  | Монтобан  | 15—16.3.1985  | 13,533 км/ч |
| 24 ч      | Шоссе   | 290,221 км  | Базель    | 2—3.5.1998    | 12,093 км/ч |
| 24 ч      | Стадион | 303,506 км  | Аделаида  | 4—5.10.1997   | 12,646 км/ч |
| 48 ч      | Шоссе   | 433,095 км  | Борнхольм | 23.5.2008     | 9,023 км/ч  |
| 48 ч      | Стадион | 473,495 км  | Сюржер    | 3—5.5.1996    | 9,875 км/ч  |
| 6 суток   | Шоссе   | 1028,370 км | Нью-Йорк  | 20—26.5.1988  | 7,142 км/ч  |
| 6 суток   | Стадион | 1036,851 км | Колак     | 20—26.11.2005 | 7,214 км/ч  |

### Личные рекорды
В 1985 году в Торхауте Курос пробежал 100 км по неутверждённой трассе за 6:26.06.